# Ophiothrix rudis
Ophiothrix rudis är en ormstjärneart som beskrevs av George Richard Lyman 1874. Ophiothrix rudis ingår i släktet Ophiothrix och familjen Ophiothrichidae. Inga underarter finns listade i Catalogue of Life.